# Amblypsilopus steelei
Amblypsilopus steelei är en tvåvingeart som beskrevs av Grichanov 1996. Amblypsilopus steelei ingår i släktet Amblypsilopus och familjen styltflugor. Inga underarter finns listade i Catalogue of Life.